# Cantón de Entre-Deux
El cantón de Entre-Deux era una división administrativa francesa, que estaba situada en el departamento de La Reunión y la región de La Reunión.

## Composición
El cantón estaba formado por la comuna que le daba su nombre:
- Entre-Deux

## Supresión del cantón de Entre-Deux
En aplicación del Decreto nº 2014-236 de 24 de febrero de 2014, el cantón de Entre-Deux fue suprimido el 22 de marzo de 2015 y su comuna pasó a formar parte del nuevo cantón de Saint-Louis-2.